# Scotoleon nivatensis
Scotoleon nivatensis is een insect uit de familie van de mierenleeuwen (Myrmeleontidae), die tot de orde netvleugeligen (Neuroptera) behoort. 
Scotoleon nivatensis is voor het eerst wetenschappelijk beschreven door Navás in 1915.